# Sukolilo (Wajak)
Sukolilo is een bestuurslaag in het regentschap Malang van de provincie Oost-Java, Indonesië. Sukolilo telt 6093 inwoners (volkstelling 2010).